# 野田よしこ
野田 よしこ（のだ よしこ、1970年2月23日 - ）は、日本の女優である。有限会社活動屋所属。静岡県浜松市出身。

## 来歴
本名は、野田善子。小学校1年生からクラシック・バレエを始める。17歳の時、「昭和62年度ミス小平（こだいら）」に選ばれたのをきっかけに女優を志す。19歳の時に右足靱帯を損傷しバレリーナへの夢を断念、女優活動に専念。文化女子短期大学生活造型学科卒業後、1993年に女優デビュー。現在は映画、TVドラマ、CMを中心に活躍中。

## 人物
- A型、165 cm。B82、W60、H88、靴のサイズ24cm。フロムファースト所属。特技は、日本舞踊、クラシックバレエ。
- 芸名は、本名の野田善子より野田よし子、そして現在の野田よしことなる。

## 出演

### 映画
- ありふれた愛に関する調査（榎戸耕史監督）
- 突然炎のごとく（1994年、井筒和幸監督）
- 死神パラダイス（立川志らく監督、主演）
- 着信アリ（2004年）
- ピカレスク　人間失格（2002年）
- 完全なる飼育－愛の40日－（2001年）
- SF小町

### Vシネマ
- トラブルメーカー奥様は女組長（土屋統吾郎監督）
- 赫（あか）い牙（米田彰監督、主演）
- ウルトラセブン 失われた記憶（神澤信一監督、1998年）ヨシナガ助教授役

### 舞台
- 喧嘩安兵衛（三木のり平演出、1996年）初主演
- てなもんや三度笠（澤田隆二演出）
- 宇宙日和（立川志らく演出）
- 8・12（2004年）

### テレビドラマ
- 鳥人戦隊ジェットマン 第7話（1991年）- 相原江美子 役
- 大河ドラマ
  - 「信長 KING OF ZIPANGU」（1992年、NHK総合）
  - 「天地人」（2009年、NHK総合）
- 刑事貴族3 第7話（1993年）
- つげ義春ワールド・ある無名作家（伊藤秀裕監督）
- 法医学教室の事件ファイル（2）（1994年）
- はぐれ刑事純情派（10）（1997年）
- 牟田刑事官事件ファイル（19）悪い夢
- 湯けむり仲居純情日記（4）
- 愛の祭
- 指輪
- いつの日かその胸に
- 欲望の歓喜
- 新空港物語
- 新・キラー・クロコダイル
- 棟居刑事の情熱
- おとり捜査官・北見志穂（4）（2001年）
- 西村京太郎トラベルミステリー（39）（2003年）
- 富豪刑事デラックス（2006年）
- 7人の女弁護士（1）（2006年）
- 着信アリ（2005年、ANB）
- 水戸黄門 第35部（2005年、TBS）
- 雨と夢のあとに（2005年、ANB）
- ケータイ刑事銭形零（1）（2004年）
- 逃亡者おりん 最終回（第21回、2007年、TX）
- 2時間スペシャル李香蘭（2007年、TX）
- 芸者小春姐さん奮闘記（1）向島血文字殺人事件（2006年、TX）
- 芸者小春姐さん奮闘記（2）赤い折り鶴殺人（2006年、TX）
- 猪熊夫婦の駐在日誌（2）家路（2006年）
- みんな誰かを殺したい（2004年）
- はみだし弁護士・巽志郎（8）〜屋久島に消えた「無罪？」の殺人者〜（2004年）
- 怪談新耳袋（3）（第14回）第74話　毛浪（2004年）
- 3年B組金八先生スペシャル（10）（2001年）
- 松本清張特別企画・強き蟻（2006年）

## CM
- 博進COSMOイメージレディー
- トヨタ自動車　カローラ
- サントリー「ニューオールド電車篇」恋は遠い日の花火ではない（2001年）長塚京三と共演
- 養命酒
- 第百生命
- ナショナル住宅（パナホーム）（2001年）
- P&J（リジョイ）（2001年）
- ミツカン（クッキング追いかつお）（2002年）